# Orquestra Filarmônica de Dortmund
 A Dortmunder Philharmoniker (Filarmônica de Dortmund) é uma orquestra sinfônica alemã com sede em Dortmund. A orquestra do Teatro de Dortmund realiza ópera no Opernhaus Dortmund e concerto no Konzerthaus Dortmund. A orquestra foi fundada em 1887 e foi formada por maestros como Wilhelm Schüchter, Marek Janowski, Moshe Atzmon e Jac van Steen.

## História
A Dortmunder Philharmoniker foi fundada como Orchesterverein em 1887. Eles tocaram em locais diferentes até o Stadttheater ser aberto em 1904. Desde então eles tocaram também ópera.
Os nomes da orquestra mudaram com as mudanças organizacionais e funcionais, Hüttner Kapelle, Städtisches Orchester (Orquestra da Cidade), Philharmonisches Orchester der Stadt Dortmund, Philharmonisches Orchester Dortmund, agora Dortmunder Philharmoniker. O local do concerto após a Segunda Guerra Mundial foi o Kleine Westfalenhalle. Em 1966, eles abriram a nova casa de ópera Opernhaus Dortmund com uma performance de Der Rosenkavalier, dirigida por Wilhelm Schüchter. Seu salão também foi usado para concertos sinfônicos até 2002, quando o Konzerthaus Dortmund abriu como a casa da orquestra.
A partir de 2010, a orquestra havia crescido para 102 músicos. O condutor principal tem o título Generalmusikdirektor:
- 1887-1919 — Georg Hüttner
- 1920-1951 — Wilhelm Sieben
- 1952-1962 — Rolf Agop
- 1963-1974 — Wilhelm Schüchter
- 1975-1979 — Marek Janowski
- 1980-1985 — Hans Wallat
- 1985-1990 — Klaus Weise
- 1991-1994 — Moshe Atzmon
- 1996-2000 — Anton Marik
- 2002-2007 — Arthur Fagen
- 2008-2013 — Jac van Steen
- Desde 2013 — Gabriel Feltz

## Música
A Dortmunder Philharmiker realiza shows regulares e também shows para jovens ouvintes, "familienkonzerte" para pessoas a partir dos cinco anos e "konzerte für junge leute" (shows para jovens).
Em outubro de 2006, eles fizeram turnês na China, em Xangai e Pequim, entre outras, conduzidas por Arthur Fagen.
Em 2010, eles participaram do Festival Klangvocal com música de Hans Werner Henze e Richard Wagner. A Symphony No. 5 de Henze, Wesendonck Lieder de Wagner na versão de Henze e o primeiro ato de Die Walküre foram realizados com os solistas Angela Denoke e Stig Andersen, realizados por Jac van Steen. Faz parte de um projeto iniciado em 2009 para realizar todas as sinfonias de Henze, cuja mãe nasceu na vizinha Witten.
A Dortmunder Philharmoniker gravou um CD em 2010, obras de Antonin Dvořák, incluindo seu Symphony No. 6 e apresentações de concertos.